# Skip Williamson
Pour les articles homonymes, voir Williamson.
Mervyn Williamson, dit Skip Williamson, né le 19 août 1944 à San Antonio (Texas) et mort le 16 mars 2017 à Albany (État de New York), est un dessinateur américain de comics underground.

## Biographie
Skip Williamson naît en 1944. Il publie son premier dessin dans le magazine Help dont le rédacteur en chef est Harvey Kurtzman. Plusieurs autres magazines accueillent ses travaux comme The Realist, The Idiot, et Aardvark. En 1961, il est publié dans les fanzines wild et Smudge. Il lance ensuite son propre fanzine nommé Squire . Plus tard, il est aussi rédacteur en chef, en collaboration avec Jay Lynch de la revue Chicago Mirror qui devient ensuite un comic book. Il travaille aussi pour le magazine humoristique Help dirigé par Harvey Kurtzman.

## Publications en français
- Histoire sans titre dans Comix 2000, L'Association, 1999, p. 1917-1920.
- Un dessin et quatre récits dans Comix Book, Éditions Stara, 2015.